# Markus Fuchs
Markus Fuchs (Abtwil, 23 de junho de 1955) é um ginete suíço, especialista em saltos, medalhista olímpico. 

## Carreira
Markus Fuchs representou seu país nos Jogos Olímpicos de 1984. 1992, 1996 e 2000, na qual conquistou a medalha de prata nos saltos por equipes, em 2000.